# Arnold Netter
Juste Arnold Netter (Strasburgo, 20 settembre 1855 – Parigi, 1º marzo 1936) è stato un medico, igienista, pediatra e biologo francese, medaglia d'oro dell'AP-HP nel 1882, professore alla facoltà di medicina, è noto particolarmente per il suo lavoro sulla meningite cerebrospinale, la poliomielite, la malattia da pneumococco, l'encefalite e l'herpes zoster.
È stato tra i primi nella storia della medicina ad applicare la batteriologia alla medicina clinica.

## Biografia

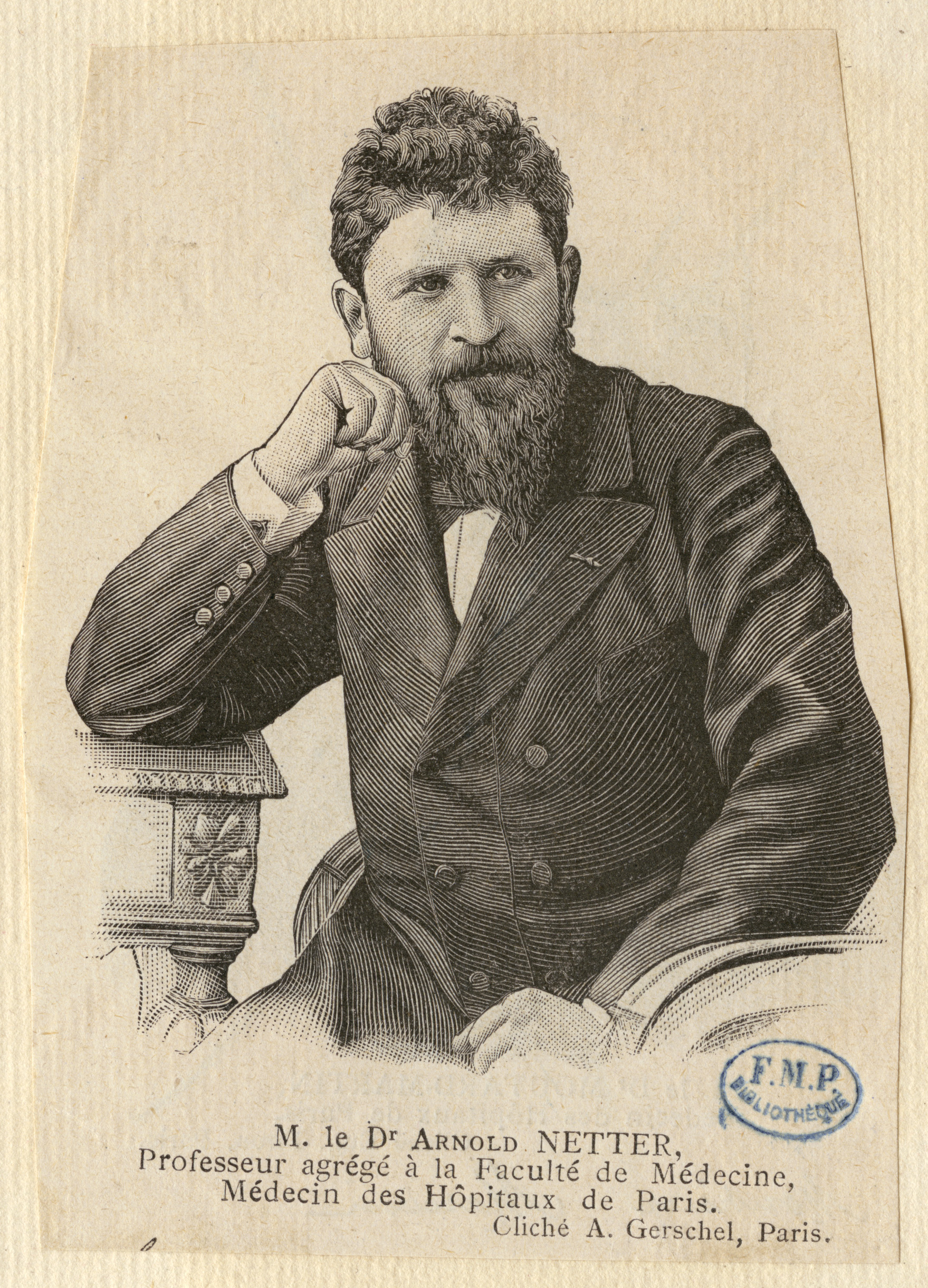
Charles Netter.

Nipote di Charles Netter e figlio del dottore di medicina Léon Netter, Arnold Netter è fortemente influenzato e spinto a intraprendere la professione medica. Inizia nel 1875 lavorando prima negli ospedali fuori da Parigi nel ruolo di: 
- Stagista nel 1877
- Dottore in medicina nel 1883
- Capo della clinica nel 1884
- Dottore d'ospedale nel 1888

Diventa professore associato presso la Facoltà di Medicina di Parigi nel 1889 ed esercita la funzione di capo del servizio di pediatria all'ospedale di Trousseau dal 1905 al 1920. Nel 1898 entra come membro a far parte del Consiglio superiore d'igiene pubblica della Francia e nel 1904 dell'Accademia di medicina.
Prende posizione a favore del capitano Alfred Dreyfus e di Bernard Lazare.
Accanto a Raymond Poincaré, svolge un ruolo importante nella formazione degli insegnanti di medicina nella prima metà del XX secolo come Robert Debré (vedi Michel Debré).
Durante la prima guerra mondiale, si distingue per i suoi studi sull'influenza spagnola per l'Accademia di medicina.
In qualità di nipote di Charles Netter, noto come uno dei fondatori della Alliance Israélite Universelle (AIU), Arnold entra presto a farne parte in modo da collaborare alla sua direzione. Da membro, passa successivamente a vicepresidente, e come tale a presidente ad interim dal 1915 al 1920, viene nominato presidente poco prima della sua morte.
Riceve diversi riconoscimenti tra cui: cavaliere della Legione d'Onore nel 1892, ufficiale nel 1912, comandante nel 1921 e grande ufficiale nel 1928.
Muore l'11 marzo 1936, durante la ventesima sessione di assemblea medica all'Hôtel Dieu, al termine del suo discorso riguardo "l'ascesso della fissazione".
Sposato con Esther Jeanne Lang, figlia del produttore Benoït Baruch Lang (Les Fils d'Emanuel Lang), ebbe tre figli: il medico Henri Netter (1895-1946) l'avvocato Léon Netter (1897-1987) e Marthe Netter (1892-1940) moglie dell'editore René Lisbonne.

## Omaggi

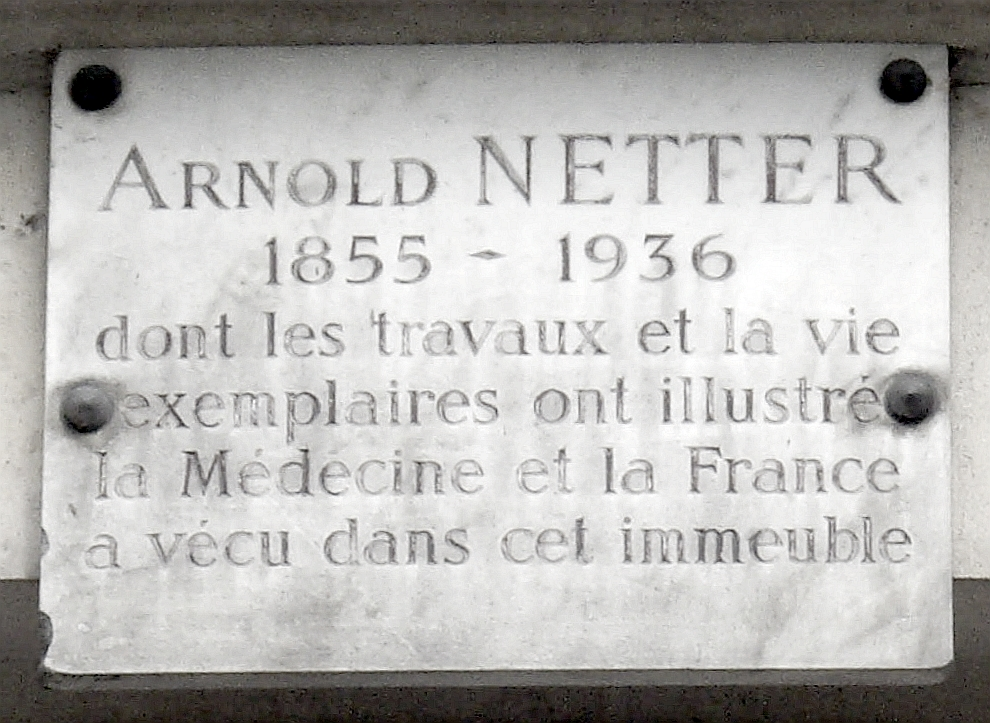
Piastra al numero 104 Boulevard Saint-Germain, dove ha vissuto.

Una strada del XII arrondissement di Parigi e anche di alcuni dipartimenti ospedalieri, portano il suo nome.
A Strasburgo, sua città natale, rue du Docteur-Netter collega rue du Docteur-Schaffner a rue René-Laënnec, all'interno di un recente quartiere di Montagne Verte.